# Большой сирен
Большо́й си́рен (лат. Siren lacertina) — хвостатое земноводное из семейства сиреновых, наиболее крупный представитель семейства.

## Описание
Достаточно крупная амфибия — имеет длинное угревидное тело от 50 до 98 см длиной, но обычно не более 70 см, из которых на хвост приходится от 26 до 40 %. Передние четырёхпалые конечности редуцированы, задние отсутствуют полностью, в том числе на скелете нет даже их зачатков. С обеих сторон головы имеет три пары наружных жабр (признак неотении) и три жаберные щели. Окраска от светло-коричневой до почти чёрной, брюхо светлое, иногда с пятнами. Молодые особи имеют полосы вдоль туловища, с возрастом исчезающие.

## Ареал
Водоёмы со стоячей водой и болота штатов Юго-Востока США: Вирджиния, Северная Каролина, Южная Каролина, Алабама, Джорджия, Флорида.

## Образ жизни
Рацион составляют мелкие водные позвоночные и беспозвоночные: головастики, рыбы, моллюски, насекомые, икра и т. д. Образ жизни преимущественно ночной, днём животные прячутся под камнями, корягами или в иле. Во время засухи могут впадать в спячку, образуя вокруг себя кокон из слизи и грязи.
В феврале-марте самки откладывают яйца диаметром 3—4 миллиметра. За сезон одна самка может произвести до нескольких сотен яиц. Нормально живут и размножаются в неволе, тогда как в естественных условиях количество животных постепенно сокращается.